# 5LDK
『5LDK』（ゴーエルディーケイ）は、フジテレビ系列で2008年10月9日から2012年9月20日まで毎週木曜日 23:00 - 23:30（JST）に放送されていたトークバラエティ番組。ハイビジョン制作。

## 概要
放送時期によって企画内容は異なるが、ゲストを招いてのトーク企画とグルメ企画（グルメ企画が無い時期もある）の2本立てで放送されている。
当初は一軒家を模したセットでトークをするというコンセプトで、部屋のセットは2階建てであり、向かって左側にゲストが入ってくるドア、中央にソファとテーブル、右には小型CCDのついたキッチンがあった。ただしあまり小型CCDの映像が流れることはない。
他にTOKIOの憩いの空間と紹介されたベースメントと呼ばれるガレージに似たセットがある。
ゲストは毎回、番組セットの一部であるドアのチャイムを鳴らしてから部屋に入り、自分の「好き」「嫌い」についてTOKIOとトークを繰り広げる。
2009年4月16日の堀北真希の放送回より、新コーナー「恋めし」がスタート。女性ゲストが得意とする料理を作り、TOKIOのメンバーの中から食べてもらいたい一人を選び、選ばれたメンバーは、番組最後で女性ゲストに料理を食べさせてもらえる。選ばれなかったメンバーは、「負け組」として、その様子をセット外から見守る。また2009年10月から、コーナー最後に「恋めしDinner Show」が新設され、負け組となったメンバーから一人が選ばれ、女性ゲストの前で、指定された一発芸を披露しなくてはならない。
2010年4月8日の回からは、セットを濃いピンク色をベースとしたものに変更し、一般客の観覧を入れるようになった。メイン企画として、当日のゲストには5LDKの収録だとは知らせずに、収録スタジオの真横に作られた楽屋セットで、出演者別に異なったドッキリを仕掛け、ドッキリの最後にセットのドアが突然開き、5LDKの収録である事がゲストに知らされるという企画が行われている。番組後半では、「詰め屋」というコーナーが開始された。ゲストの好物などの高級な缶詰や瓶詰めを「店主」の国分が試食し、その後ゲストが食べたいと思ったものを、残りのメンバーが当てるというもので、前身番組の『メントレG』の後半で行われていた「メントレGレストラン」の流れを汲んだものとなっている。
2010年8月19日の回からは、「秘密のバレバレ亭」というコーナーが開始された。これは人には知られたくない、ゲストの行きつけのお店のメニューが登場し、ゲストにお店に関するクイズが全部で3問出題され、不正解の場合は最寄り駅からお店に向かうVTRが少しずつ進められる。
2011年1月6日の回からは、山口を進行役に据えて「禁断の私物公開ショー」と題したクイズ企画を実施。脱出不可能な椅子に強制的に座らされたゲストの目の前で、無断に私物を公開。その私物にちなんだゲストのプライベートからクイズが出題され、指名された山口以外のTOKIOメンバーが答える。TOKIOが正解する度に、ゲストは宣伝タイムを獲得。仮にTOKIOの不正解が続いた場合でも、ボーナスチャンスと称してゲスト自らがプライベートを告白すれば宣伝タイムを獲得できる場合もある。
2011年4月14日の回からは、ゲストの知り合い数名にゲストについてのアンケートを行い、その回答からトークを繰り広げる。また2012年1月19日の回からは、秘密のバレバレ亭以来となるグルメ企画「Oh!マチガエテーラ」を新設。店長に扮した国分が残りのメンバーとゲストに料理を出すが、その内数名には食感が似ている別の食材を用いたフェイクの料理を出しており、それぞれ自分に出された料理を食べてその真贋を正しく判別するというものである。国分が褒める、もしくは、謝れば正解であるが、判別が正しくなければ、国分に怒られる。
2012年9月20日放送分の番組終了後に出演者・スタッフを『TOKIOカケル』に引き継がれた。

## 出演者
メイン司会（レギュラー）
- TOKIO（城島茂・山口達也・国分太一・松岡昌宏・長瀬智也）

ゲスト
- 毎回異なる芸能人が1名〜数名出演。

## 出来事
原則的にゲスト以外は番組に呼ぶことはないが、例外として、第2回の奈良の高速モチつきの達人・中谷堂、第5回の都内エステサロン ヴァイヴェイシャスビューティーの鍼灸師宮城希美子が登場したことがある。
第2回の中谷堂は部屋のセットではなく、ベースメントに呼ばれ高速餅つきの名人芸を披露した。しかし当日ゲストの上戸彩とは一緒に出演はしていない。
第5回の宮城は当日のゲストだった佐藤江梨子が最近凝っているものとして鍼を挙げたことから呼ばれた。なおその際、宮城はゲストの佐藤江梨子に鍼をささず、城島を指名して美顔鍼と呼ばれる鍼治療を行った。
長瀬の30歳の誕生日に当たる放送では、誕生日ケーキが用意され、デビューしたての頃から現在にいたるまでの長瀬の映像が次々と流れ、他のメンバーから懐かしまれながら祝福された。
放送開始後しばらくのゲストは女性のみであったが、第8回の放送で当時SMAPの中居正広が出演、初めての男性ゲストの登場となった。また、中居が後輩の番組にゲストとして出演するのは極めて珍しい。

## ネット局と放送時間
| 放送対象地域   | 放送局                    | 系列                          | 放送曜日・時間      | 備考       |
| -------------- | ------------------------- | ----------------------------- | ------------------- | ---------- |
| 関東広域圏     | フジテレビ(CX) （製作局） | フジテレビ系列                | 木曜 23:00 - 23:30  | 同時ネット |
| 北海道         | 北海道文化放送(UHB)       | フジテレビ系列                | 木曜 23:00 - 23:30  | 同時ネット |
| 岩手県         | 岩手めんこいテレビ(MIT)   | フジテレビ系列                | 木曜 23:00 - 23:30  | 同時ネット |
| 宮城県         | 仙台放送(OX)              | フジテレビ系列                | 木曜 23:00 - 23:30  | 同時ネット |
| 秋田県         | 秋田テレビ(AKT)           | フジテレビ系列                | 木曜 23:00 - 23:30  | 同時ネット |
| 山形県         | さくらんぼテレビ(SAY)     | フジテレビ系列                | 木曜 23:00 - 23:30  | 同時ネット |
| 福島県         | 福島テレビ(FTV)           | フジテレビ系列                | 木曜 23:00 - 23:30  | 同時ネット |
| 新潟県         | 新潟総合テレビ(NST)       | フジテレビ系列                | 木曜 23:00 - 23:30  | 同時ネット |
| 長野県         | 長野放送(NBS)             | フジテレビ系列                | 木曜 23:00 - 23:30  | 同時ネット |
| 静岡県         | テレビ静岡(SUT)           | フジテレビ系列                | 木曜 23:00 - 23:30  | 同時ネット |
| 富山県         | 富山テレビ(BBT)           | フジテレビ系列                | 木曜 23:00 - 23:30  | 同時ネット |
| 石川県         | 石川テレビ(ITC)           | フジテレビ系列                | 木曜 23:00 - 23:30  | 同時ネット |
| 福井県         | 福井テレビ(FTB)           | フジテレビ系列                | 木曜 23:00 - 23:30  | 同時ネット |
| 中京広域圏     | 東海テレビ(THK)           | フジテレビ系列                | 木曜 23:00 - 23:30  | 同時ネット |
| 近畿広域圏     | 関西テレビ(KTV)           | フジテレビ系列                | 木曜 23:00 - 23:30  | 同時ネット |
| 島根県・鳥取県 | 山陰中央テレビ(TSK)       | フジテレビ系列                | 木曜 23:00 - 23:30  | 同時ネット |
| 岡山県・香川県 | 岡山放送(OHK)             | フジテレビ系列                | 木曜 23:00 - 23:30  | 同時ネット |
| 広島県         | テレビ新広島(TSS)         | フジテレビ系列                | 木曜 23:00 - 23:30  | 同時ネット |
| 愛媛県         | テレビ愛媛(EBC)           | フジテレビ系列                | 木曜 23:00 - 23:30  | 同時ネット |
| 高知県         | 高知さんさんテレビ(KSS)   | フジテレビ系列                | 木曜 23:00 - 23:30  | 同時ネット |
| 福岡県         | テレビ西日本(TNC)         | フジテレビ系列                | 木曜 23:00 - 23:30  | 同時ネット |
| 佐賀県         | サガテレビ(STS)           | フジテレビ系列                | 木曜 23:00 - 23:30  | 同時ネット |
| 長崎県         | テレビ長崎(KTN)           | フジテレビ系列                | 木曜 23:00 - 23:30  | 同時ネット |
| 熊本県         | テレビくまもと(TKU)       | フジテレビ系列                | 木曜 23:00 - 23:30  | 同時ネット |
| 鹿児島県       | 鹿児島テレビ(KTS)         | フジテレビ系列                | 木曜 23:00 - 23:30  | 同時ネット |
| 沖縄県         | 沖縄テレビ(OTV)           | フジテレビ系列                | 木曜 23:00 - 23:30  | 同時ネット |
| 大分県         | テレビ大分(TOS)           | フジテレビ系列 日本テレビ系列 | 火曜 16:20 - 16:50  | 不明       |
| 山梨県         | 山梨放送(YBS)             | 日本テレビ系列                | 日曜 13:00 - 13:30  | 不明       |
| 青森県         | 青森テレビ（ATV）         | TBS系列                       | 水曜 23:50 - 翌0:20 | 13日遅れ   |

- テレビ宮崎（フジテレビ系列・日本テレビ系列・テレビ朝日系列）[3]、テレビ山口（TBS系列）[4]は不定期放送。

## スタッフ
- ナレーション：中村仁美、松元真一郎、茶風林
- 構成：海老克哉、酒井健作、塩沢航、布広太一、飯尾亮昌
- リサーチ：窪田華林
- TD・SW：長田崇（フジテレビ）
- SW：石田智男（フジテレビ）
- CAM：前田正道（フジテレビ）
- VE：池川秀彦・久保島春樹（フジテレビ）
- AUD：中村峰子（フジテレビ）、吹野真穂
- LD：野崎政克
- 美術制作：楫野淳司（以前は美術進行も）
- デザイン：斉田崇史（フジテレビ）
- 大道具：島田秀樹
- 装飾：百瀬貴弥
- 視覚効果：倉谷美奈絵
- 電飾：太田真由美
- アクリル・装飾：土屋洋太
- 生花装飾：荒川直史
- 植木装飾：原利安
- 特殊装置：山根伸夫
- スタイリスト：九
- メイク：天野響子
- 編集：三谷光、古屋卓
- MA：吉田肇
- 音響効果：大久保吉久
- CG：富井真
- ペイント：山下光恵、菊池大介
- 編成：松本祐紀（フジテレビ、以前は演出）
- 広報：瀬田裕幸（フジテレビ）
- AD：川田亮、加藤貴史、伊藤竜太、永井裕史
- デスク：西岡知子
- TK：石井成子
- AP：小澤慧里子
- ディレクター：大江菊臣（フジテレビ）、広田剛己
- チーフディレクター：古賀太隆（D:COMPLEX、以前は演出）
- 総合演出：疋田雅一（HIHO-TV）
- プロデューサー：鈴木浩史（CELL）、中村倫久（HIHO-TV）
- チーフプロデューサー：挾間英行（フジテレビ）
- 技術協力：八峯テレビ、IMAGICA、J-crew
- 協力：ジャニーズ事務所
- 制作協力：HIHO-TV、D:COMPLEX、CELL
- 制作：フジテレビバラエティ制作センター
- 制作著作：フジテレビ

### 過去
- 制作：神原孝（フジテレビ）
- ナレーション：加藤ルイ、鈴木芳彦（フジテレビアナウンサー）
- リサーチ：鈴木功治
- VE：大西幸二（フジテレビ）
- AUD：長谷川輝彦
- 装飾：羽染香樹
- 編成：大川友也、熊谷剛、瀧澤航一郎（フジテレビ）
- 広報：正岡高子（フジテレビ）
- ディレクター：井上陽史、青木智也